# Coko (Gakenke)
Coko ist einer von 19 Sektoren des Distrikts Gakenke in der Nordprovinz von Ruanda.

## Geographie
Der Sektor hat eine Fläche von 55,6 km² und liegt auf einer Höhe von etwa 1910 m. Er unterteilt sich in die vier Zellen Kiruku, Mbilima, Nyange und Nyanza. Nachbarsektoren sind im Norden Minazi, im Nordosten Rushashi und Muhondo, im Osten Ruli, im Südwesten Kiyumba und im Westen Rongi. Entlang der Grenze zu Minazi verläuft der Fluss Baramba, der nach Südwesten in den Nyabarongo mündet. Dieser fließt weiter nach Südosten entlang der Sektorgrenze zu Rongi und Kiyumba.

## Bevölkerung
Nach Stand der Volkszählung von 2022 liegt die Einwohnerzahl bei 17.942. Zehn Jahre zuvor waren es 16.340, was einem jährlichen Bevölkerungszuwachs von 0,9 Prozent zwischen 2012 und 2022 entspricht.

## Verkehr
Durch den Sektor verläuft eine Stand 2022 nicht asphaltierte District Road.

## Gesundheitswesen
Im Sektor befindet sich das Coko Health Center.